# 貝氏杜父魚
貝氏杜父魚，為輻鰭魚綱鮋形目杜父魚亞目杜父魚科的其中一種。

## 分布
本魚分布於北美洲美國，從猶他州、加利福尼亞州、愛達荷州、懷俄明州至內華達州的哥倫比亞河流域。

## 特徵
本魚頭大、平扁，吻短，軀幹部橢圓，尾部側扁。口大，端位。上下頜及鋤骨具齒，腭骨則無。腮蓋膜與峽部相連。體無鱗，具皮質小刺。背鰭兩個，分離；胸鰭低而寬大；腹鰭胸位；尾鰭截形。體為棕色，腹面為黃白色或白色；身體密布深褐色細斑點，體長可達13公分。

## 生態
本魚棲息在冰冷礫石底質的溪流或湖泊。

## 擴展閱讀
維基物種上的相關：貝氏杜父魚